# افسانه‌ی مه‌پلنگ
افسانه مه‌پلنگ فیلمی به کارگردانی و نویسندگی محمدعلی سجادی ساختهٔ سال ۱۳۷۰ است.

## خلاصه داستان
پلنگی به روستا می‌زند و اهالی آبادی در پی میرشکار می‌روند..

## بازیگران
- فاطمه گودرزی
- رضا رویگری
- میرمحمد تجدد
- عباس امیری مقدم
- محمود رئوفی ماسوله‌ای
- پرویز خشنودی
- ملیحه نیکجومند
- سپیده پهلوان زاده
- سامان حاج قاسمی